# Лунђени (Сучава)
Лунђени (рум. Lungeni) насеље је у Румунији у округу Сучава у општини Броштени. Oпштина се налази на надморској висини од 609 m.

## Становништво
Према подацима из 2002. године у насељу је живело 265 становника, од којих су сви румунске националности.